# تترابك
تِتْرانبك (الاسم العلمي Tenuipalpus) جنس حشرات من العناكب الضارة من فصيلة الخاشيات أنواعه عديدة جميعها بيضية الشكل طولها يراوح من 0,5 إلى 1 مم.